# Tetrosomus stellifer
Tetrosomus stellifer là một loài cá biển thuộc chi Tetrosomus trong họ Cá nóc hòm. Loài này được mô tả lần đầu tiên vào năm 1801.

## Từ nguyên
Tính từ định danh stellifer trong tiếng Latinh có nghĩa là "đầy sao", do lớp da của chúng có các hoa văn hình ngôi sao.

## Tình trạng phân loại
T. stellifer chỉ được biết qua 4 bộ da được thu thập ở bờ biển Hoa Kỳ. Không có thêm bất kỳ dữ liệu nào về loài này khiến tình trạng phân loại của chúng trở nên khá mơ hồ.